# Пјантаљио (Пистоја)
Пјантаљио је насеље у Италији у округу Пистоја, региону Тоскана.
Према процени из 2011. у насељу је живело 15 становника. Насеље се налази на надморској висини од 462 м.